# Tachybaptus novaehollandiae
Il tuffetto australasiatico (Tachybaptus novaehollandiae (Stephens, 1826)) è un uccello della famiglia Podicipedidae.

## Distribuzione e habitat
Questa specie è diffusa in Indonesia, Nuova Guinea, Australia, Nuova Caledonia, Nuova Zelanda, isole Salomone e Vanuatu.

## Tassonomia
Sono note le seguenti sottospecie:
- Tachybaptus novaehollandiae javanicus (Mayr, 1943)
- Tachybaptus novaehollandiae fumosus (Mayr, 1943)
- Tachybaptus novaehollandiae incola (Mayr, 1943)
- Tachybaptus novaehollandiae novaehollandiae (Stephens, 1826)
- Tachybaptus novaehollandiae leucosternos (Mayr, 1931)
- Tachybaptus novaehollandiae rennellianus (Mayr, 1943)